# Louise Hansen
Louise Hansen (* 4. Mai 1975 in Hørsholm, Dänemark) ist eine ehemalige dänische Fußballspielerin.

## Karriere
Die 98-fache Nationalspielerin des dänischen Verbandes war Teilnehmerin der Europameisterschaften 1997 und 2005 und der Weltmeisterschaften 1995, 1999 und 2007.
Sie spielte für den Hillerød GI, ab 1994 für den Rødovre BK in Dänemark. 1995 wechselte Hansen zum TSV Siegen (ab der Saison 1996/97 dann Teil der Sportfreunde Siegen) und 2000 zum 1. FFC Frankfurt. Mit dem TSV Siegen gewann sie die deutsche Meisterschaft 1996, mit dem 1. FFC Frankfurt sechs deutsche Meisterschaften (2001, 2002, 2003, 2005, 2007 und 2008) und stand sechsmal im Pokalfinale. 2002, 2006 und 2008 gewann sie mit dem 1. FFC Frankfurt den UEFA Women’s Cup.
Louise Hansen beendete ihre Fußballkarriere am 15. Juni 2008 mit einem Dreifachgewinn des 1. FFC Frankfurt: der deutschen Fußballmeisterschaft, des DFB-Pokals und des UEFA Women’s Cup 2007/08. Damit ist Louise Hansen, nach 14 Jahren Bundesligafußball, der erfolgreichste dänische Auslandsprofi aller Zeiten.
2006 startete Louise Hansen zusammen mit und auf Initiative der Verkehrsgesellschaft Frankfurt am Main (VGF) das Mädchenfußballprojekt Girls Wanted.
Veranstaltet werden seitdem Tagesevents, mehrtägige Camps, eine Schultour sowie Mädchenfußballschulkurse ausschließlich für Mädchen im Alter von 8 bis 16 Jahren. Bis heute haben an rund 50 Veranstaltungen über 7500 Mädchen teilgenommen.